# Cemitério Mount Hope
O Cemitério Mount Hope (em inglês:  Mount Hope Cemetery) em Rochester (Nova Iorque), fundado em 1838, é o primeiro cemitério-jardim municipal dos Estados Unidos. Situado em uma área de 196 acres (793000 m²) (0,3 milhas quadradas) de terra adjacente à Universidade de Rochester na Avenida Mount Hope, o cemitério é o local de repouso permanente de mais de 350 mil pessoas. Sua atual taxa de crescimento é de 500 a 600 sepultamentos por ano.

## Geologia do Mount Hope
Cerca de 12.000 a 14.000 anos atrás, o Mount Hope estava coberta de gelo, com 1 a 2 milhas de espessura. Quando a geleira retrocedeu apareceram rachaduras no gelo, e estas fendas tornaram-se rios de água e cascalho. Quando as lâminas de gelo com milhas de altura finalmente derreteram, estes leitos dos rios foram deixados como sulcos criados pelas pedras e entulhos que haviam sido depositados pela corrente dos rios. Em termos geológicos, estes sulcos são denominados esker. Um destes Esker serpenteia seu caminho através de grande parte do Cemitério Mount Hope. Os Índios Seneca usaram-no como trilha a partir da Bristol Hills ao sul de Rochester para o Lago Ontário, na fronteira norte da cidade. Para eles, forneceu um caminho contínuo através da orena e visibilidade dos vales em torno dele. Atualmente, este esker é uma pista principal de veículos através do cemitério, denominada Indian Trail Avenue.

## Sepultamentos notáveis
- Samuel George Andrews
- Susan B. Anthony
- Charles Simeon Baker
- Johnny Baker
- John Jacob Bausch
- Hartwell Carver
- Jonathan Child
- Emma Lampert Cooper
- Adelaide Crapsey
- Algernon Sidney Crapsey
- Joseph Crone
- Abraham De Mallie
- Isaac De Mallie
- Frederick Douglass
- Thomas Byrne Dunn
- George Ellwanger
- Elizabeth Hollister Frost
- Frank Gannett
- Morton Goldberg
- Seth Green
- James Hard
- Myron Holley
- Thomas Kempshall
- Henry Lomb
- General E.G. Marshall
- Vincent Mathews
- Alexander Millener
- Lewis Henry Morgan
- Anna Murray-Douglass
- Jacob Myers
- Henry O'Reilly
- Amy and Isaac Post
- Charles Mulford Robinson
- Nathaniel Rochester
- Thomas Hart Rochester
- Abraham Maus Schermerhorn
- George B. Selden
- Henry Rogers Selden
- Hiram Sibley
- Elijah F. Smith
- Fletcher Steele
- Margaret Woodbury Strong
- Theron Rudd Strong
- Samuel R. Thayer
- James Vick
- Lillian Wald
- Henry Augustus Ward
- Don Alonzo Watson
- Jessica McCullough Weis
- George Whipple
- Frederick Whittlesey
- Abel Carter Wilder
- Owens Shepard
- Nick Tahou

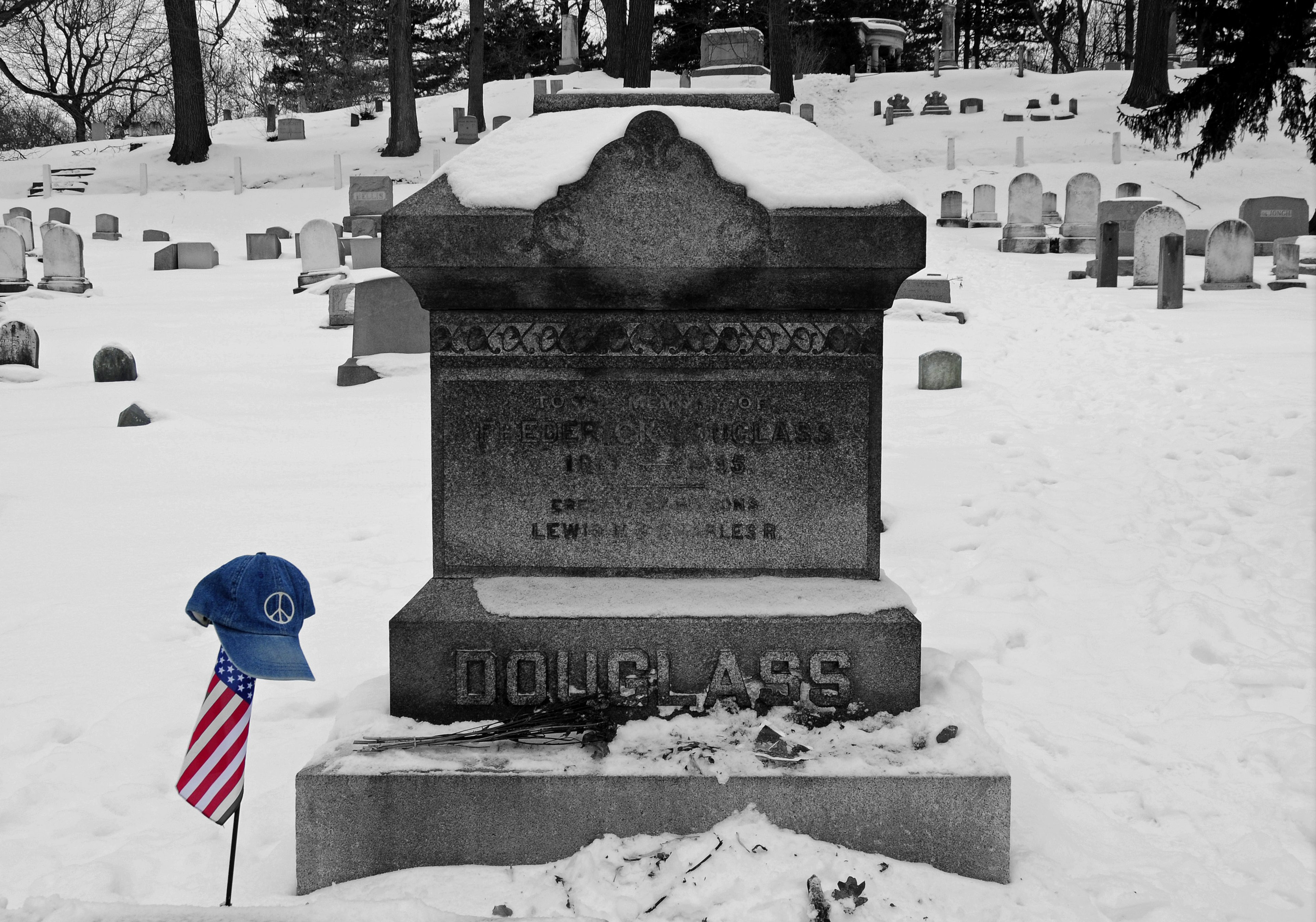
Sepultura de Frederick Douglass

O general Elwell Stephen Otis foi inicialmente sepultado em Mount Hope e depois removido para o Cemitério Nacional de Arlington. 
Cremações notáveis em Mount Hope incluem Blanche Stuart Scott and George Eastman.